# Ochthebius salinarius
Ochthebius salinarius är en skalbaggsart som beskrevs av Balfour-browne 1954. Ochthebius salinarius ingår i släktet Ochthebius och familjen vattenbrynsbaggar. Inga underarter finns listade i Catalogue of Life.